# Zen 6
Zen 6 ("Morpheus" ) és el nom d'una propera microarquitectura de CPU d'AMD, que es mostra al seu full de ruta el juliol de 2024. És el successor de Zen 5 ( "Nirvana" ) i es creu que utilitza tecnologia de TSMC de 3nm i 2nm. Els processadors d'escriptori tindran el nom en clau "Medusa" sota el nom Ryzen 10000, mentre que els processadors de servidor Epyc tindran el nom en clau "Venice".
Es preveu que el Zen 6 surti a finals del 2026 o principis del 2027.
Aquests nous chips allotjaran 12 nuclis cadascun en lloc dels vuit que hem vist fins ara. Això significa que un Ryzen 9 de doble chip podria tenir 24 nuclis i 48 fils d'execució, un augment considerable del 50% que hauria d'ajudar seriosament quan els experts executin aplicacions multifil pesades o reprodueixin i juguin alhora. Es preveu que les peces d'escriptori "Olympic Ridge" tinguin 48 MB de L3 per chip, en comparació amb els 32 MB actuals. Per als models de servidor, AMD podria augmentar-ho a 128 MB per chip. Més memòria cau es tradueix en un accés a les dades més ràpid, cosa que és ideal per als experts que editen vídeo, fan simulacions a gran escala o executen diverses màquines virtuals. Augment de la memòria cau apilada en 3D. Els xips X3D actuals d'AMD acumulen 64 MB de memòria cau addicional a més dels 32 MB de base, cosa que dóna un total de 96 MB. Es diu que augmentaran aquesta pila a 96 MB, i quan la combines amb el L3 base de 48 MB, obtens uns enormes 144 MB de memòria cau total en un sol dau. Combinat amb 12 nuclis, això podria reduir els retards de recuperació de memòria en jocs i aplicacions amb molta memòria cau, de manera que s'haurien de veure taxes de fotograma més suaus i temps de càrrega més ràpids.

## Zen 6c
Igual que amb les dues generacions Zen anteriors, el Zen 6 vindrà en la variant estàndard, així com en una variant d'alta densitat de nuclis anomenada Zen 6c ("Monarch").

## Comparativa de l'evolutiva Z
| Memòria cau     | Memòria cau      | Zen 4                                 | Zen 5                                 | Zen 6  |
| --------------- | ---------------- | ------------------------------------- | ------------------------------------- | ------ |
| L1 Dades        | Mida             | 32 KB                                 | 48 KB                                 |        |
| L1 Dades        | Associativitat   | 8 vies                                | 12 vies                               |        |
| L1 Dades        | Amplada de banda | 32B/clk                               | 64B/clk                               |        |
|                 |                  |                                       |                                       |        |
| L1 Instruccions | Mida             | 32 KB                                 | 32 KB                                 |        |
| L1 Instruccions | Associativitat   | 8 vies                                | 8 vies                                |        |
| L1 Instruccions | Amplada de banda | 64B/clk                               | 64B/clk                               |        |
|                 |                  |                                       |                                       |        |
| L2              | Mida             | 1 MB                                  | 1 MB                                  |        |
| L2              | Associativitat   | 8 vies                                | 16 vies                               |        |
| L2              | Amplada de banda | 32B/clk                               | 64B/clk                               |        |
|                 |                  |                                       |                                       |        |
| L3              | Mida             | 32 MB                                 | 32 MB                                 | 240 MB |
| L3              | Associativitat   | 16 vies                               | 16 vies                               |        |
| L3              | Amplada de banda | Lectura de 32B/clk Escriptura 16B/clk | Lectura de 32B/clk Escriptura 16B/clk |        |